# Protectorat de la Côte du Niger
1884–1900
Entités suivantes :
- Protectorat du Nigeria du Sud

Le protectorat de la Côte du Niger est une colonie britannique situé autour du delta du Niger, dans l'actuel Nigeria. En 1884, lors de la conférence de Berlin, le Royaume-Uni se voit attribuer officiellement le contrôle du delta.
En 1900, la Royal Niger Company transféra ses territoires au gouvernement britannique. Le protectorat de la Côte du Niger est par la suite intégré dans le nouveau protectorat du Nigeria du Sud.

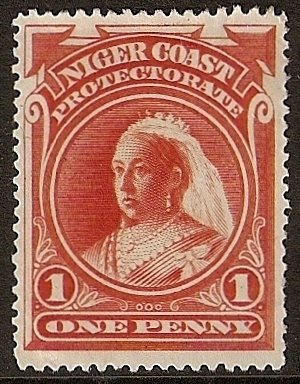
La reine Victoria sur un timbre Protectorat de la Côte du Niger de 1894.

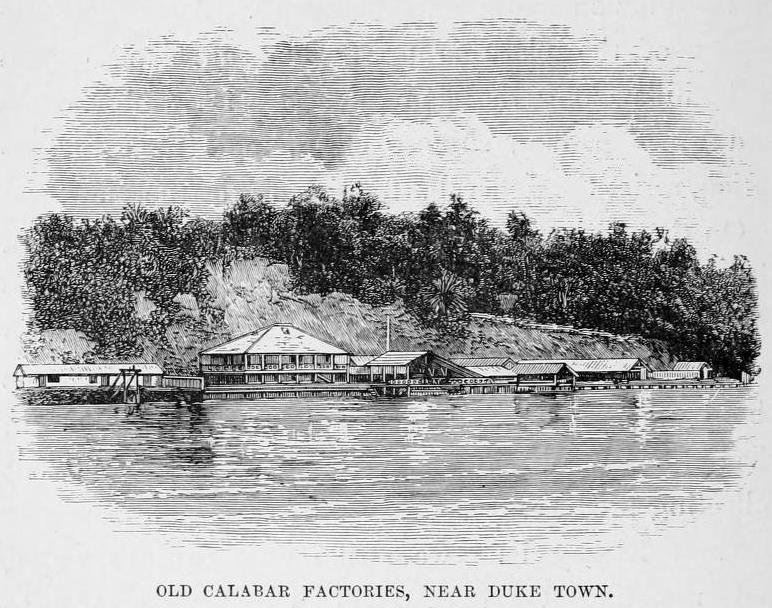
Old Calabar en 1885.